# Ján Kováč (protifašistický bojovník)
Ján Kováč (24. květen 1910 Budapešť – 13. únor 1985 Bratislava) byl slovenský důstojník a protifašistický bojovník.

## Rodina
- Otec: Matej Kováč
- Matka: Marie rod. Hanusová

## Životopis
Maturoval na Vyšší průmyslové škole strojnické v Košicích. Původně výpravčí vlaků ČSD. Od roku 1940 důstojník z povolání, automobilový důstojník v Banské Bystrici. Příslušník slovenské armády a ČSLA. Účastník protifašistického odboje v armádě, člen ilegální vojenské skupiny Victoire, člen ilegálního RNV v Žilině a v Banské Bystrici. Během SNP přednosta silniční služby Velitelství 1. čs. armády na Slovensku v Banské Bystrici. Po přechodu SNP do hor působil v Nízkých Tatrách. Od února 1945 příslušník 5. dělostřeleckého pluku 1. česko-slovenského armádního sboru.

## Ocenění
- 1945 – Řada SNP I. tr.
- 1939 – Československý válečný kříž
- 1946 – Za chrabrost před nepřítelem, Za zásluhy I. st.